# Płonka (dopływ Czerwonej Wody)
Płonka – potok, lewostronny dopływ Czerwonej Wody o długości 5,95 km.
Potok płynie na Pogórzu Izerskim. Przepływa przez niezamieszkane, śródpolne tereny gminy Sulików na zachód od Radzimowa.